# Roy Harris Jenkins
Roy Harris Jenkins, baronul Jenkins din Hillhead, OM, PC (n. 11 noiembrie 1920, Abersychan⁠(d), Țara Galilor, Regatul Unit al Marii Britanii și Irlandei – d. 5 ianuarie 2003, East Hendred⁠(d), Vale of White Horse, Anglia, Regatul Unit) a fost un politician britanic care a ocupat funcția de președinte al Comisiei Europene din 1977 până în 1981. În mai multe momente, deputat în Parlamentul Partidul Laburist, Partidul Social Democrat (SDP) și Liberal-Democrații, a fost cancelar al Fiscului și ministru de interne sub guvernele Wilson și Callaghan.

## Scurtă biografie
Fiul lui Arthur Jenkins, miner de cărbune și deputat laburist, Jenkins a fost educat la Universitatea din Oxford și a servit ca ofițer de informații în timpul celui de-al doilea război mondial. Alegut inițial ca deputat pentru Southwark Central în 1948, s-a mutat pentru a deveni deputat pentru Birmingham Stechford în 1950. La alegerea lui Harold Wilson după alegerile din 1964, Jenkins a fost numit ministru al aviației. Un an mai târziu, a fost promovat la cabinet pentru a deveni secretar de interne. În acest rol, Jenkins s-a angajat într-un program major de reformă; el a căutat să construiască ceea ce a descris drept „o societate civilizată”, supraveghind măsuri precum abolirea efectivă în Marea Britanie a pedepsei capitale și a cenzurii teatrale, dezincriminarea parțială a homosexualității, relaxarea legii divorțului, suspendarea mesteacănii și liberalizarea avortului lege.
După criza de devalorizare din noiembrie 1967, Jenkins l-a înlocuit pe James Callaghan în funcția de cancelar al trezoreriei. De-a lungul timpului petrecut la Trezorerie, Jenkins a supravegheat o politică fiscală strictă în încercarea de a controla inflația și a supravegheat un buget deosebit de dur în 1968, care a înregistrat creșteri majore ale impozitelor. Ca urmare, contul curent al guvernului a intrat în surplus în 1969. După ce laboristul a pierdut în mod neașteptat alegerile din 1970, Jenkins a fost ales în funcția de lider adjunct al Partidului Laburist în 1970. El a demisionat din funcție în 1972 după ce Partidul Laburist a decis să se opun intrării Marii Britanii în Comunitățile Europene, pe care a susținut-o cu tărie. Când laboristii s-au întors la putere după alegerile din 1974, Wilson l-a numit pe Jenkins ca ministru de interne pentru a doua oară. Doi ani mai târziu, când Wilson și-a dat demisia din funcția de prim-ministru, Jenkins a participat la alegerile de conducere pentru a-l succeda, terminând pe locul trei în spatele lui Michael Foot și câștigătorul James Callaghan. Ulterior, el a ales să demisioneze din Parlament și să părăsească politica britanică, pentru a accepta numirea ca primul președinte britanic al Comisiei Europene, rol pe care l-a preluat în ianuarie 1977.
După ce și-a încheiat mandatul la Comisie în 1981, Jenkins a anunțat o revenire surpriză la politica britanică; consternat de mișcarea Partidului Laburist, care a continuat mișcarea spre stânga sub conducerea lui Michael Foot, a devenit unul dintre „Gangul celor Patru”, personalități de rang înalt ale Laburistului care s-au desprins de partid și au fondat SDP. În 1982, Jenkins a câștigat o alegere parțială pentru a reveni în Parlament ca deputat pentru Glasgow Hillhead, ocupând locul conservatorilor într-un rezultat celebru. A devenit liderul SDP înainte de alegerile din 1983, în timpul cărora a format o alianță electorală cu Partidul Liberal. După dezamăgirea sa de performanța SDP la alegeri, el a demisionat din funcția de lider. Ulterior, și-a pierdut locul în Parlament la alegerile din 1987 și a acceptat o relație pe viață la scurt timp după aceea; a stat în Camera Lorzilor ca liberal-democrat.
Ulterior a fost ales pentru a-l succeda pe fostul prim-ministru Harold Macmillan în funcția de cancelar al Universității din Oxford după moartea acestuia din urmă; va ocupa această funcție până la moartea sa după șaisprezece ani mai târziu. La sfârșitul anilor 1990, el a fost consilier apropiat al prim-ministrului Tony Blair și a prezidat o comisie majoră pentru reforma electorală. Pe lângă cariera sa politică, a fost și un istoric, biograf și scriitor remarcabil. Viața sa la centru (1991) este considerată una dintre cele mai bune autobiografii [de păun] de la sfârșitul secolului al XX-lea, care „va fi citită cu plăcere mult după ce majoritatea exemplelor genului au fost uitate”. 
Jenkins a murit în 2003, la vârsta de 82 de ani.

## Viața timpurie (1920-1945)
Născut în Abersychan, Monmouthshire, în sud-estul Țării Galilor, ca copil unic, Roy Jenkins era fiul unui oficial al Uniunii Naționale a Lucrătorilor de Mine, Arthur Jenkins. Tatăl său a fost închis în timpul grevei generale din 1926 pentru presupusa sa implicare în tulburări. [4] Arthur Jenkins a devenit mai târziu președinte al Federației Minerilor din Țara Galilor de Sud și membru al Parlamentului pentru Pontypool, secretar privat parlamentar al lui Clement Attlee și, pe scurt, ministru în guvernul muncii din 1945. Mama lui Roy Jenkins, Hattie Harris, era fiica unui maistru al oțelurilor.
Jenkins a fost educat la școala primară Pentwyn, Abersychan County Grammar School, University College, Cardiff și la Balliol College, Oxford, unde a fost învins de două ori pentru președinția Uniunii Oxford, dar a obținut onoruri de primă clasă în politică, filosofie și economie ( PPE). [7] Printre colegii săi din universitate se numărau Tony Crosland, Denis Healey și Edward Heath și s-a împrietenit cu toți trei, deși nu a fost niciodată deosebit de apropiat de Healey.
În biografia lui John Campbell A Well-Rounded Life a fost detaliată o relație romantică între Jenkins și Crosland. [8] [9] Alte figuri pe care le-a cunoscut în timp ce se afla la Oxford, care aveau să devină notabile în viața publică, au fost Madron Seligman, Nicholas Henderson și Mark Bonham Carter. [10]
În timpul celui de-al doilea război mondial, Jenkins a primit pregătirea sa de ofițeri la Alton Towers și a fost detașat la 55th West Somerset Yeomanry la West Lavington, Wiltshire.
Prin influența tatălui său, în aprilie 1944, Jenkins a fost trimis la Bletchley Park pentru a lucra ca spargător de coduri; în timp ce acolo s-a împrietenit cu istoricul Asa Briggs.

## Cariera politică timpurie (1945-1965)
După ce nu a reușit să câștige Solihull în 1945, după care a petrecut o scurtă perioadă lucrând pentru Corporația financiară industrială și comercială [10], a fost ales în Camera Comunelor în alegerile secundare din 1948 ca membru al Parlamentului pentru Southwark Central, devenind „Pruncul Casei”. Circumscripția sa a fost desființată prin schimbări de graniță pentru alegerile generale din 1950, când a fost în schimb în noua circumscripție din Birmingham Stechford. A câștigat scaunul și a reprezentat circumscripția electorală până în 1977.
În 1947 a editat o colecție de discursuri ale lui Clement Attlee, publicată sub titlul Scop și politică. [14] Attlee i-a acordat apoi lui Jenkins accesul la lucrările sale private, astfel încât să poată scrie biografia sa, care a apărut în 1948 (Mr. Attlee: An Interim Biography). [15] Recenziile au fost în general favorabile, inclusiv George Orwell în Tribune. [16]
În 1950, el a susținut o taxă de capital mare, abolirea școlilor publice și introducerea unei măsuri de democrație industrială în industriile naționalizate ca obiective politice cheie pentru guvernul muncitor. [10] În 1951, Tribune și-a publicat broșura Fair Shares for the Rich. Aici, Jenkins a susținut abolirea veniturilor private mari prin impozitare, absolvind de la 50 la sută pentru venituri cuprinse între 20.000 și 30.000 de lire sterline până la 95 la sută pentru venituri de peste 100.000 de lire sterline. [17] De asemenea, el a propus naționalizări suplimentare și a spus: „Naționalizările viitoare vor fi mai mult preocupate de egalitate decât de planificare, iar acest lucru înseamnă că putem lăsa în urmă corporația publică monolitică și căutăm forme mai intime de proprietate și control”. [19] Mai târziu, el a descris acest pamflet „aproape robespierrean” drept „apogeul excursiei mele spre stânga”. [18]
Jenkins a contribuit cu un eseu despre „Egalitatea” la colecția din 1952 Eseuri noi Fabian. [20] În 1953 a apărut Urmărirea progresului, o lucrare menită să combată bevanismul. Retras de la ceea ce ceruse în acțiuni echitabile pentru bogați, Jenkins a susținut acum că redistribuirea averii va avea loc pe parcursul unei generații [21] și a abandonat obiectivul abolirii școlilor publice. [10] Cu toate acestea, el a propus în continuare naționalizări suplimentare: „Este destul de imposibil să susținem atât abolirea marilor inegalități de avere, cât și acceptarea unui acord cu un sfert din sectorul public și cu trei sferturi din sectorul privat. O economie mixtă va exista fără îndoială, cu siguranță timp de mai multe decenii și poate permanent, dar va trebui amestecat în proporții foarte diferite față de aceasta ". [22] El s-a opus, de asemenea, platformei neutraliste a politicii externe a bevaniților: „Neutralitatea este în esență o politică conservatoare, o politică de înfrângere, de a anunța lumii că nu avem nimic de spus la care va asculta lumea ... Neutralitatea nu ar putea fi niciodată acceptabilă oricui crede că are o credință universală de predicat ". [23] Jenkins a susținut că conducerea laburistă trebuie să-i asume și să-i învingă pe neutraliști și pacifisti din partid; ar fi mai bine să riști o despărțire în partid decât să te confrunți cu „distrugerea, prin schismă, poate pentru o generație, a întregii mișcări progresiste din țară”. [24]
Între 1951 și 1956 a scris o rubrică săptămânală pentru ziarul indian The Current. Aici a susținut reforme progresive, cum ar fi remunerarea egală, dezincriminarea homosexualității, liberalizarea legilor obscenității și abolirea pedepsei capitale. [25] Pudelul lui Balfour, o scurtă descriere a crizei Camerei Lorzilor din 1911, care a culminat cu Legea Parlamentului din 1911, a fost publicată în 1954. Recenzorii favorabili au fost A. J. P. Taylor, Harold Nicolson, Leonard Woolf și Violet Bonham Carter. [26] După o sugestie a lui Mark Bonham Carter, Jenkins a scris apoi o biografie a radicalului victorian, Sir Charles Dilke, care a fost publicată în octombrie 1958. [27]
În timpul crizei de la Suez din 1956, Jenkins a denunțat „aventura imperialistă” a lui Anthony Eden la un miting laburist din primăria din Birmingham. [28] Trei ani mai târziu, el a susținut că „Suez a fost o încercare complet nereușită de a atinge obiective nerezonabile și nedorite prin metode care au fost simultan nesăbuite și imorale; iar consecințele, așa cum se merita, au fost umilitoare și dezastruoase” [29].
Jenkins a lăudat lucrarea lui Anthony Crosland din 1956, The Future of Socialism, ca „cea mai importantă carte de teorie socialistă” de la Evan Durbin, The Politics of Democratic Socialism (1940). [30] Jenkins a susținut că o mare parte a economiei este acum naționalizată, socialiștii ar trebui să se concentreze pe eliminarea buzunarelor rămase de sărăcie și pe eliminarea barierelor de clasă, precum și pe promovarea reformelor sociale libertare. [31] Jenkins a fost principalul sponsor, în 1959, al proiectului de lege care a devenit liberalizarea Obscene Publications Act, responsabil de stabilirea criteriului „susceptibil de depravare și corupție” ca bază pentru urmărirea penală a materialelor suspecte și de specificarea meritelor literare ca posibilă apărare. [32]

În iulie 1959, Penguin a publicat „The Labor Case” al lui Jenkins, programat să anticipeze viitoarele alegeri. [33] Jenkins a susținut că principalul pericol al Marii Britanii este acela de „a trăi urât în trecut, de a crede că lumea are datoria de a ne ține în stația cu care suntem obișnuiți și de a arăta resentimente amare dacă nu o face”. El a adăugat: "Vecinii noștri din Europa sunt aproximativ egalii noștri economici și militari. Am face mai bine să trăim grațios cu ei decât să ne risipim substanța încercând fără succes să ținem pasul cu giganții puterii lumii moderne". [34] Jenkins a susținut că guvernul Attlee s-a concentrat „prea mult spre austeritatea acțiunilor echitabile și prea puțin spre stimulentele alegerii libere a consumatorilor”. [35] Deși încă credea în eliminarea sărăciei și a mai multă egalitate, Jenkins a susținut acum că aceste obiective ar putea fi atinse prin creșterea economică. În ultimul capitol („Marea Britanie este civilizată?”) Jenkins a prezentat o listă a reformelor sociale progresive necesare: abolirea pedepsei cu moartea, dezincriminarea homosexualității, abolirea puterilor Lord Chamberlain de cenzură a teatrului, liberalizarea licențelor și a pariurilor legi, liberalizarea legilor divorțului, legalizarea avortului, dezincriminarea sinuciderii și legi mai liberale privind imigrația. Jenkins a concluzionat:
Să fim de partea celor care doresc ca oamenii să fie liberi să-și trăiască propria viață, să își facă propriile greșeli și să decidă, în mod adult, cu condiția să nu încalce drepturile altora, codul prin care doresc să trăiesc; și pe partea experimentului și luminozității, a clădirilor mai bune și a mâncării mai bune, a muzicii mai bune (jazz și Bach) și a cărților mai bune, a vieții mai pline și a libertății mai mari. Pe termen lung, aceste lucruri vor fi mai importante decât cea mai perfectă dintre politicile economice.
După înfrângerea laboristă din 1959, Jenkins a apărut pe Panorama și a susținut că forța de muncă ar trebui să abandoneze naționalizarea în continuare, să pună la îndoială legătura sa cu sindicatele și să nu renunțe la o asociere mai strânsă cu Partidul Liberal. [37] [38] În noiembrie a susținut o prelegere a Societății Fabian în care a dat vina pe înfrângerea muncii pe nepopularitatea naționalizării și a repetat acest lucru într-un articol pentru The Spectator. Articolul său din The Spectator solicita, de asemenea, ca Marea Britanie să accepte locul său diminuat în lume, să acorde libertatea colonială, să cheltuiască mai mult pentru serviciile publice și să promoveze dreptul indivizilor de a-și trăi propria viață, fără constrângerile prejudecăților populare și a interferenței statului. [38] [40] Ulterior, Jenkins l-a numit „un program radical bun, deși ... nu unul socialist”.
În mai 1960 Jenkins s-a alăturat Campaniei pentru Socialismul Democrat, un grup de presiune Gaitskellite conceput să lupte împotriva dominației de stânga a Partidului Laburist. [42] În iulie 1960, Jenkins și-a dat demisia din rolul său de bancă din față pentru a putea face campanie liberă pentru aderarea britanică la piața comună. La conferința Partidului Laburist din 1960 din Scarborough, Jenkins a susținut rescrierea Clauzei IV a constituției partidului, dar a fost huiduit. În noiembrie, el a scris în The Spectator că „dacă Partidul Laburist nu este hotărât să renunțe la rolul său de partid de masă și să nu devină altceva decât o societate sectară îngustă, sarcina sa principală este reprezentarea întregii jumătăți a țării, care gândește spre stânga - și să ofere perspectiva de a atrage suficient sprijin marginal pentru a oferi acelei jumătăți o parte din putere ".
În perioada 1960-62, campania sa principală a fost apartenența britanică la piața comună, unde a devenit principalul avocat al intrării. Când Harold Macmillan a inițiat prima cerere britanică de aderare la piața comună în 1961, Jenkins a devenit vicepreședinte al campaniei de piață comună din toate părțile și apoi președinte al Comitetului pentru piața comună a muncii. La conferința Partidului Laburist din 1961, Jenkins a vorbit în favoarea intrării Marii Britanii.
Din 1959 Jenkins lucra la o biografie a primului-ministru liberal, H. H. Asquith. Pentru Jenkins, Asquith s-a clasat cu Attlee drept întruchipare a inteligenței moderate și liberale în politică pe care o admira cel mai mult. Prin intermediul nepotului lui Asquith, Mark Bonham Carter, Jenkins a avut acces la scrisorile lui Asquith către amanta sa, Venetia Stanley. [48] Kenneth Rose, Michael Foot, Asa Briggs și John Grigg au recenzat în mod favorabil cartea atunci când a fost publicată în octombrie 1964. [49] Cu toate acestea, Violet Bonham Carter a scris o apărare a tatălui ei în The Times împotriva puținelor critici ale lui Asquith din carte [50], iar Robert Rhodes James a scris în The Spectator că „Asquith a fost cu siguranță un om mai dur, mai puternic, mai acut .. .Din fața domnului Jenkins ne-ar dori să credem. Enigma fascinantă a declinului său complet nu este niciodată analizată, nici măcar înțeleasă ... Am cerut un Sutherland: dar avem un Annigoni ". [51] John Campbell susține că „timp de jumătate de secol a rămas necontestată ca fiind cea mai bună biografie și este considerată pe bună dreptate drept un clasic”. [49]
La fel ca Healey și Crosland, el fusese un apropiat al lui Hugh Gaitskell și pentru ei moartea lui Gaitskell și ridicarea lui Harold Wilson ca lider al Partidului Laburist au fost un obstacol. Pentru Jenkins, Gaitskell ar rămâne eroul său politic. [52] După alegerile generale din 1964, Jenkins a fost numit ministru al aviației și a fost jurat de Consiliul privat. În timp ce era la aviație, el a supravegheat anulările de profil ale proiectelor BAC TSR-2 și Concorde (deși acesta din urmă a fost inversat ulterior după opoziția puternică a guvernului francez). În ianuarie 1965, Patrick Gordon Walker și-a dat demisia din funcția de ministru de externe și, în urma remanierii, Wilson ia oferit lui Jenkins Departamentul pentru Educație și Știință; cu toate acestea, el a refuzat-o, preferând să rămână la aviație. [53] [54]

## Secretar de interne (1965-1967)
În vara anului 1965, Jenkins a acceptat cu nerăbdare o ofertă de înlocuire a lui Frank Soskice în funcția de ministru de interne. Cu toate acestea, Wilson, consternat de o criză bruscă de speculații de presă cu privire la posibila mișcare, a întârziat numirea lui Jenkins până în decembrie. Odată ce Jenkins a preluat funcția - cel mai tânăr secretar de interne de la Churchill - a început imediat să reformeze funcționarea și organizarea Home Office. Secretarul principal principal, șeful departamentului de presă și publicitate și subsecretarul permanent au fost înlocuiți. De asemenea, și-a reproiectat biroul, înlocuind faimosul tablou pe care erau arestați prizonierii condamnați cu un frigider.
După alegerile generale din 1966, în care laburiștii au câștigat o majoritate confortabilă, Jenkins a promovat o serie de reforme ale poliției care au redus numărul forțelor separate de la 117 la 49. [53] [56] The Times a numit-o „cea mai mare răsturnare a poliției de pe vremea lui Peel”. Vizita sa la Chicago în septembrie (pentru a le studia metodele de poliție) l-a convins de necesitatea de a introduce radiouri cu două sensuri poliției; întrucât Poliția Metropolitană deținea 25 de radiouri în 1965, Jenkins a mărit aceasta la 2.500 și a furnizat un număr similar de radiouri pentru restul forțelor de poliție ale țării. Jenkins a oferit, de asemenea, poliției mai multe radiouri auto, ceea ce a făcut poliția mai mobilă, dar a redus timpul petrecut patrulând pe străzi. [58] Actul său de justiție penală din 1967 a introdus controale mai stricte asupra achiziționării de puști, a interzis alibiurile de ultim moment și a introdus verdicte majoritare în juriile din Anglia și Țara Galilor. Legea a fost, de asemenea, concepută pentru a reduce populația penitenciarelor prin introducerea eliberării sub licență, cauțiune mai ușoară, pedepse suspendate și condiționare anticipată. [58]

Imigrația a fost o problemă de diviziuene și provocatoare la sfârșitul anilor 1960 și la 23 mai 1966 Jenkins a susținut un discurs despre relațiile rasiale, care este considerat pe scară largă ca fiind unul dintre cele mai bune sale. [59] Adresându-se la o reuniune din Londra a Comitetului Național pentru Imigranții din Commonwealth, el a definit în special Integrarea:
... nu ca proces de aplatizare a asimilării, ci ca șanse egale, însoțite de diversitate culturală, într-o atmosferă de toleranță reciprocă.
Înainte de a continua să întrebați:
Unde în lume există o universitate care să-și păstreze faima sau un centru cultural care să-și păstreze eminența sau o metropolă care să-și dețină puterea de atracție, dacă s-ar întoarce spre interior și ar servi numai propriul său interior și propriul său rasial grup?
Și concluzionând că:
A trăi separat, pentru o persoană, un oraș, o țară, înseamnă a duce o viață de stimulare intelectuală în scădere.
Până la sfârșitul anului 1966, Jenkins era steaua în creștere a Cabinetului; The Guardian l-a numit cel mai bun ministru de interne al secolului „și, probabil, cel mai bun de la Peel”, Sunday Times l-a numit cel mai probabil succesor al lui Wilson, iar noul om de stat l-a etichetat „prințul moștenitor al muncii”.
Într-un discurs adresat Conferinței Muncii de la Londra din mai 1967, Jenkins a spus că viziunea sa era „o societate mai civilizată, mai liberă și mai puțin ascunsă” și a mai afirmat că „pentru a extinde aria de alegere individuală, social, politic și economic, nu doar pentru câțiva, ci pentru întreaga comunitate, este vorba despre socialismul democratic ”. [61] El a acordat un sprijin personal puternic proiectului de lege al lui David Steel pentru legalizarea avortului, care a devenit Legea Avortului din 1967, spunând comunelor că „legea existentă privind avortul este incertă și ... dură și arhaică”, adăugând că „legea este în mod constant jefuit de către cei care au mijloacele de a face acest lucru. Prin urmare, este foarte mult o chestiune de o singură lege pentru bogați și o singură lege pentru săraci ". Când proiectul de lege părea probabil să fie renunțat din cauza timpului insuficient, Jenkins a contribuit la asigurarea că a primit suficient timp parlamentar pentru a trece și el a votat pentru el în fiecare divizie.
Jenkins a susținut, de asemenea, proiectul de lege al lui Leo Abse privind dezincriminarea homosexualității, care a devenit Legea privind infracțiunile sexuale din 1967. Jenkins a declarat pentru Commons: "Ar fi o greșeală să credem ... că prin ceea ce facem în această seară acordăm un vot de încredere sau felicitări homosexualității. Cei care suferă de această dizabilitate poartă o mare greutate de singurătate, vinovăție și rușine. Întrebarea crucială ... este, ar trebui să adăugăm la aceste dezavantaje rigoarea deplină a legii penale? Prin deciziile sale copleșitoare, Camera a dat un răspuns destul de clar și sper că proiectul de lege va face acum progrese rapide către Cartea statutului. Va fi o măsură importantă și civilizatoare ".
Jenkins a abolit, de asemenea, utilizarea biciului în închisori. [66] În iulie 1967 Jenkins a recomandat Comitetului selectat pentru afaceri interne un proiect de lege pentru a pune capăt puterii lordului Chamberlain de a cenzura teatrul. Aceasta a fost adoptată ca Legea Teatrelor din 1968 sub succesorul lui Jenkins în funcția de ministru de interne, James Callaghan. [67] Jenkins a anunțat, de asemenea, că va introduce o legislație care interzice discriminarea rasială în muncă, care a fost întruchipată în Legea privind relațiile rasiale din 1968 adoptată sub Callaghan. [68] În octombrie 1967, Jenkins a planificat să introducă o legislație care să-i permită să păstreze cei 20.000 de asiatici kenyan care dețineau pașapoarte britanice (acest lucru a fost adoptat patru luni mai târziu sub Callaghan ca Commonwealth Immigrants Act 1968, care se baza pe proiectul lui Jenkins).
Jenkins este adesea văzut ca fiind responsabil pentru cele mai ample reforme sociale de la sfârșitul anilor 1960, istoricul popular Andrew Marr susținând că "cele mai mari schimbări din anii muncii" au fost datorate lui Jenkins. [69] Aceste reforme nu s-ar fi întâmplat atunci când s-au întâmplat, mai devreme decât în majoritatea celorlalte țări europene, dacă Jenkins nu le-ar fi sprijinit. [70] Într-un discurs ținut la Abingdon în iulie 1969, Jenkins a spus că „societății permisive” i s-a permis să devină o frază murdară: „O frază mai bună este„ societatea civilizată ”, bazată pe convingerea că diferiți indivizi vor să ia decizii diferite despre tiparele lor de comportament și că, cu condiția ca acestea să nu restricționeze libertatea altora, ar trebui să li se permită să facă acest lucru într-un cadru de înțelegere și toleranță ". Cuvintele lui Jenkins au fost imediat raportate în presă ca „Societatea permisivă este societatea civilizată”, despre care el a scris mai târziu „nu era atât de departe de sensul meu”.
Pentru unii conservatori, precum Peter Hitchens, reformele lui Jenkins rămân inacceptabile. În cartea sa Abolition of Britain, Hitchens îl acuză că este un „revoluționar cultural” care își asumă o mare parte din responsabilitatea declinului „valorilor tradiționale” din Marea Britanie. În anii 1980, Margaret Thatcher și Norman Tebbit ar fi dat vina pe Jenkins pentru defalcările familiei, declinul respectului față de autoritate și declinul responsabilității sociale. Jenkins a răspuns subliniind că Thatcher, cu marile sale majorități parlamentare, nu a încercat niciodată să inverseze reformele sale.

## Cancelar al Fiscului (1967-1970)
Din 1967 până în 1970 Jenkins a ocupat funcția de cancelar al Fiscului, înlocuindu-l pe James Callaghan în urma crizei de devalorizare din noiembrie 1967. Scopul final al lui Jenkins în calitate de cancelar era creșterea economică, care depindea de restabilirea stabilității la lire sterline la noua sa valoare după devalorizare. Acest lucru ar putea fi realizat numai prin asigurarea unui surplus în balanța de plăți, care fusese în deficit în ultimii cinci ani. Prin urmare, Jenkins a urmărit deflația, inclusiv reducerea cheltuielilor publice și creșterea impozitării, pentru a se asigura că resursele au fost destinate exporturilor mai degrabă decât consumului intern. [74] Jenkins a avertizat Camera Comunelor în ianuarie 1968 că mai sunt „doi ani de slogă înainte” [75].
El a câștigat rapid reputația de cancelar deosebit de dur, bugetul său din 1968 majorând impozitele cu 923 milioane de lire sterline, mai mult decât dublu față de orice buget anterior până în prezent. [76] Jenkins a avertizat Cabinetul că o a doua devalorizare va avea loc în trei luni dacă bugetul său nu va restabili încrederea în lire sterline. [77] El a restabilit taxele pe bază de prescripție medicală (care au fost abolite când muncitorii au revenit în funcție în 1964) și a amânat creșterea școlii cu vârsta de 16 ani până la 1973 în loc de 1971. Planurile de locuințe și construcții de drumuri au fost, de asemenea, puternic tăiate și, de asemenea, a accelerat retragerea Marii Britanii. La est de Suez. [78] [79] Jenkins a exclus creșterea impozitului pe venit și a ridicat astfel impozitele la: băuturi și țigări (cu excepția berii), taxa de cumpărare, taxa pe benzină, taxa rutieră, o creștere cu 50% a impozitului selectiv de muncă și o taxă specială unică venituri. De asemenea, el a plătit pentru creșterea alocațiilor familiale prin reducerea alocațiilor fiscale pentru copii. [80]
În ciuda faptului că Edward Heath susținea că este un „buget dur, rece, fără nici o licărire de căldură”, primul buget al lui Jenkins a primit în general o primire caldă, Harold Wilson remarcând că „a fost larg aclamat ca un discurs de calitate și eleganță care depășesc” și Barbara Castelul că „a suflat toată lumea”. [53] Richard Crossman a spus că „se bazează cu adevărat pe principii socialiste, echitabil în sensul deplin, ajutând cu adevărat oamenii din partea de jos a scării și taxând cu adevărat pe cei bogați”. [81] În bugetul său difuzat la 19 martie, Jenkins a spus că Marea Britanie trăiește de ani de zile într-un „paradis al prostilor” și că „importă prea mult, exportă prea puțin și ne plătește prea mult”, cu un nivel de trai mai mic decât Franța sau Germania de Vest. [82]
Susținătorii lui Jenkins din Partidul Laburist Parlamentar au devenit cunoscuți drept „Jenkinsiții”. Aceștia erau de obicei foști Gaitskellites mai tineri, de clasă mijlocie și cu studii universitare, cum ar fi Bill Rodgers, David Owen, Roy Hattersley, Dick Taverne, John Mackintosh și David Marquand. [83] În mai-iulie 1968, unii dintre susținătorii săi, conduși de Patrick Gordon Walker și Christopher Mayhew, au complotat să-l înlocuiască pe Wilson cu Jenkins în calitate de lider laburist, dar el a refuzat să-l conteste pe Wilson. [84] Un an mai târziu, susținătorii săi au încercat din nou să-l convingă pe Jenkins să-l provoace pe Wilson pentru conducerea partidului, dar el a refuzat din nou. [85] Mai târziu, el a scris în memoriile sale că complotul din 1968 a fost „pentru mine ... echivalentul aceluiași sezon din 1953 pentru Rab Butler. După ce s-a șovăit din lipsă de necruțăminte unică atunci când nu exista altă alternativă la el însuși, s-a stabilit apoi la o carieră punctată de rateuri din ce în ce mai largi ale premierului. Oamenii care preiau efectiv primul ministru - Lloyd George, Macmillan, doamna Thatcher - nu lasă astfel de momente să scape ". [86]
În aprilie 1968, cu rezervele Marii Britanii în scădere cu aproximativ 500 de milioane de lire sterline în fiecare trimestru, Jenkins a mers la Washington pentru a obține un împrumut de 1.400 de milioane de dolari de la Fondul Monetar Internațional. [87] După o nouă criză sterlină, în noiembrie 1968, Jenkins a fost nevoită să crească impozitele cu încă 250 de milioane de lire sterline. [88] După aceasta, piețele valutare au început încet să se stabilească, iar bugetul său din 1969 a reprezentat mai mult de același lucru, cu o creștere a taxelor de 340 milioane de lire sterline pentru a limita în continuare consumul. [89] [90]
Până în mai 1969, poziția contului curent al Marii Britanii era în excedent, datorită unei creșteri a exporturilor, a unei scăderi a consumului global și, parțial, a veniturilor interne, corectând o subestimare anterioară a cifrelor exporturilor. În iulie, Jenkins a reușit să anunțe că mărimea rezervelor valutare ale Marii Britanii a crescut cu aproape 1 miliard de dolari de la începutul anului. În acest moment, el a prezidat singurul exces de venituri guvernamentale al Marii Britanii în raport cu cheltuielile din perioada 1936-7 1987-1988. [53] [91] Datorită parțial acestor succese, se aștepta ca bugetul pentru 1970 să fie unul mai generos. Totuși, Jenkins a fost precaut cu privire la stabilitatea redresării Marii Britanii și a decis să prezinte un buget mai silențios și mai neutru din punct de vedere fiscal. Se susține adesea că acest lucru, combinat cu o serie de cifre comerciale proaste, a contribuit la victoria conservatorilor la alegerile generale din 1970. Istoricii și economiștii l-au lăudat adesea pe Jenkins pentru că a prezidat transformarea pozițiilor fiscale și conturilor curente ale Marii Britanii spre sfârșitul anilor 1960. Andrew Marr, de exemplu, l-a descris drept unul dintre „cei mai de succes cancelari ai secolului XX”. [69] Alec Cairncross îl considera pe Jenkins „cel mai capabil dintre cei patru cancelari pe care i-am servit”. [92]
Cheltuielile publice ca proporție din PIB au crescut de la 44% în 1964 la aproximativ 50% în 1970. [93] În ciuda avertismentelor lui Jenkins cu privire la inflație, decontările salariale din 1969-1970 au crescut în medie cu 13% și au contribuit la inflația ridicată de la începutul anilor 1970 și, prin urmare, au negat majoritatea eforturilor lui Jenkins de a obține un surplus al balanței de plăți. [94] [ 95]

## Cabinetul din umbră (1970–1974)
După ce laboristul și-a pierdut puterea în mod neașteptat, în 1970, Jenkins a fost numit cancelar al umbrei al trezoreriei de către Harold Wilson. Jenkins a fost, de asemenea, ales ulterior la conducerea adjunctă a Partidului Laburist în iulie 1970, învingându-l pe viitorul lider laburist Michael Foot și pe fostul lider al comunelor Fred Peart la primul tur de scrutin. [96] În acest moment a apărut succesorul firesc al lui Harold Wilson și multora i s-a părut doar o chestiune de timp înainte de a moșteni conducerea partidului și posibilitatea de a deveni prim-ministru. [3] [97]
Cu toate acestea, acest lucru s-a schimbat complet, deoarece Jenkins a refuzat să accepte valul de sentiment anti-european care a devenit predominant în Partidul Laburist la începutul anilor 1970. După ce Partidul Laburist a ținut o conferință specială privind CEE la 17 iulie 1971, dar de la care Jenkins a fost interzis să se adreseze, el a ținut unul dintre cele mai puternice discursuri din cariera sa. [98] Jenkins a declarat într-o întâlnire a Partidului Laburist Parlamentar din 19 iulie: "La conferință, singura alternativă [la CEE] pe care am auzit-o a fost„ socialismul într-o singură țară ". Acest lucru este întotdeauna bun pentru o voie bună. Nici asta nu este o politică: este doar un slogan și devine nu doar neconvingător, ci și ipocrit, atunci când este îmbrăcat ca cea mai bună contribuție a noastră la socialismul internațional ". [99] Aceasta a redeschis vechea divizie Bevanite-Gaitskellite din partid; Wilson i-a spus lui Tony Benn a doua zi după discursul lui Jenkins că este hotărât să distrugă Campania pentru socialismul democratic. [100]
La conferința Partidului Laburist din 1971 din Brighton, moțiunea NEC de a respinge „termenii conservatori” de intrare în CEE a fost adoptată cu o largă majoritate. Jenkins a declarat într-o ședință marginală că acest lucru nu va avea niciun efect asupra sprijinului său continuu pentru intrarea Marii Britanii. Benn a spus că Jenkins era „figura care domină această conferință; nu există nicio îndoială cu privire la aceasta”. [102] La 28 octombrie 1971, el a condus 69 de parlamentari muncitori prin lobby-ul diviziei în sprijinul moțiunii guvernului Heath de a lua Marea Britanie în CEE. În acest sens, ei sfidau un bici de trei rânduri și un vot de cinci la unu la conferința anuală a Partidului Laburist [3]. Jenkins a scris mai târziu: „Am fost convins că a fost unul dintre voturile decisive ale secolului și nu am intenția să-mi petrec restul vieții răspunzând la întrebarea ce am făcut în marea divizie spunând„ m-am abținut ”. L-am văzut în contextul primului proiect de lege privind reforma, al abrogării legilor de porumb, al proiectelor de lege ale lui Gladstone, al proiectului de lege Lloyd George și al Parlamentului, al Acordului de la Munchen și al voturilor din mai 1940 ". [103]
Acțiunea lui Jenkins a dat cauzei europene o legitimitate care altfel ar fi fost absentă dacă problema ar fi fost considerată doar ca o chestiune politică de partid. Cu toate acestea, el era acum considerat de stânga ca un „trădător”. James Margach a scris în Sunday Times: „Obiectivul ascuns al stângii este acum fie să-l umilească pe Roy Jenkins și aliații săi în supunere - fie să-i alunge de la partid” [104]. Cu toate acestea, în această etapă, Jenkins nu și-ar abandona complet poziția de insider politic și a ales să candideze din nou în funcția de adjunct al conducătorului, fapt pe care colegul său David Marquand l-a susținut că ulterior a ajuns să regrete. Jenkins a promis că nu va mai vota cu guvernul și l-a învins pe Michael Foot cu un al doilea tur de vot. [105]
În conformitate cu biciul partidului, Jenkins a votat împotriva proiectului de lege al Comunităților Europene de 55 de ori. [106] Cu toate acestea, el a demisionat atât din funcția de vicepreședinte, cât și din funcția sa de cabinet în umbră în aprilie 1972, după ce partidul s-a angajat să organizeze un referendum privind aderarea Marii Britanii la CEE. Acest lucru a condus la unii foști admiratori, inclusiv Roy Hattersley, care au ales să se distanțeze de Jenkins. Hattersley a susținut mai târziu că demisia lui Jenkins a fost „momentul în care vechea coaliție laburistă a început să se prăbușească și eventuala formare a unui nou partid de centru a devenit inevitabilă”. [107] În scrisoarea de demisie adresată lui Wilson, Jenkins a spus că, dacă ar exista un referendum, „opoziția ar forma o coaliție temporară a celor care, indiferent de opiniile lor politice, ar fi împotriva acțiunii propuse. Prin acest mijloc am fi forjat o armă continuă mai puternică. împotriva legislației progresiste decât orice am știut în această țară de la limitarea puterilor absolute ale vechii Case a Lorzilor ". [108]
Stilul de viață generos al lui Jenkins - Wilson l-a descris odată drept „mai mult un socialist decât un socialist” - înstrăinase deja o mare parte a Partidului Laburist de la el. Wilson l-a acuzat că are o aventură cu Ann Fleming, o socialistă - și a fost adevărat. [109]
În mai 1972 a adunat Premiul Charlemagne, pe care îl acordase pentru promovarea unității europene. [110] În septembrie, un sondaj de opinie al ORC a constatat că există un sprijin public considerabil pentru o alianță între aripa „moderată” a Partidului Laburist și liberali; 35 la sută au declarat că vor vota pentru o alianță liberală, 27 la sută pentru conservatori și 23,5 la sută pentru „munca socialistă”. The Times a susținut că există „douăsprezece milioane de jenkinsiți”. [111] În primăvara și vara anului 1972, Jenkins a susținut o serie de discursuri menite să-și expună acreditările de conducere. Acestea au fost publicate în septembrie sub titlul What Matters Now, care s-a vândut bine. [112] În postscriptul cărții, Jenkins a spus că laboristul nu ar trebui să fie un partid socialist restrâns care să susțină politici de stânga nepopulare, ci trebuie să urmărească „să reprezinte speranțele și aspirațiile întregii jumătăți a țării care gândește spre stânga”, adăugând că o „bază largă” , un partid internațional, radical, generos și-ar putea pune capăt rapid imaginației unui public britanic deziluzionat și neinspirat ". [113]
După victoria lui Dick Taverne în alegerile parțiale din Lincoln, din 1973, unde s-a prezentat ca „muncitor democratic” în opoziție cu candidatul oficial la muncă, Jenkins a ținut un discurs la Oxford University Labour Club denunțând ideea unui nou partid de centru. [114] [115] Jenkins a fost ales în cabinetul umbrelor în noiembrie 1973 în calitate de secretar de interne al umbrei. [116] În timpul alegerilor din februarie 1974, Jenkins s-a adunat la Labour și campania sa a fost descrisă de David Butler și Dennis Kavanagh ca sunând „o notă de idealism civilizat”. [117] Jenkins a fost dezamăgit de faptul că candidatul liberal din circumscripția sa a câștigat 6000 de voturi; el a scris în memoriile sale că „mă consideram deja ca un astfel de dulap liberal, încât am crezut naiv că ar fi trebuit să vină aproape toți la mine”. [118]
Jenkins a scris o serie de eseuri biografice care au apărut în The Times în perioada 1971–74 și care au fost publicate sub numele de Nine Men of Power în 1974. Jenkins a ales Gaitskell, Ernest Bevin, Stafford Cripps, Adlai Stevenson II, Robert F. Kennedy, Joseph McCarthy, Lord Halifax, Léon Blum și John Maynard Keynes. [119] În 1971, Jenkins a susținut trei prelegeri despre politica externă la Universitatea Yale, publicate un an mai târziu ca Afternoon on the Potomac? [120]

## Secretar de interne (1974–1976)
Când laboristul a revenit la putere la începutul anului 1974, Jenkins a fost numit pentru a doua oară ministru de interne. Anterior, i se promisese trezoreria; cu toate acestea, Wilson a decis mai târziu să-l numească pe Denis Healey în funcția de cancelar. La auzul lui Bernard Donoughue că Wilson a renunțat la promisiunea sa, Jenkins a reacționat furios. În ciuda faptului că se află pe o scară publică, se spune că a strigat „Spune-i lui Harold Wilson că trebuie să vină să mă vadă ... și dacă nu va fi atent, nu mă voi alătura sângeroasului său guvern ... este tipic modului sângeros și îngrozitor pe care Harold Wilson îl face! " 123]
Jenkins a slujit din 1974 până în 1976. În timp ce în prima sa perioadă de ministru de interne în anii 1960 atmosfera fusese optimistă și încrezătoare, climatul anilor 1970 a fost mult mai frământat și mai deziluzionat. [124] După ce două surori din Irlanda de Nord, Marian Price și Dolours Price, au fost închise timp de 20 de ani pentru atentatul cu Old Bailey din 1973, au intrat în greva foamei pentru a fi transferați într-o închisoare din Irlanda de Nord. [125] Într-o emisiune de televiziune din iunie 1974, Jenkins a anunțat că va refuza să cedeze cererilor lor, deși în martie 1975 i-a transferat discret într-o închisoare din Irlanda de Nord. [125]
El și-a subminat acreditările liberale anterioare într-o oarecare măsură, împingând controversatul Act de prevenire a terorismului în urma bombardamentelor din pub-ul din Birmingham din noiembrie 1974, care, printre altele, a prelungit perioada în care suspecții ar putea fi ținuți în custodie și a instituit excluderea comenzi. [126] Jenkins a rezistat, de asemenea, solicitărilor de restabilire a pedepsei cu moartea pentru asasinii teroristi. [127] La 4 decembrie, el a declarat comitetului de cabinet al Irlandei de Nord că „tot ce a auzit l-a făcut mai convins că Irlanda de Nord nu are nimic de-a face cu restul Regatului Unit”. [128] Când a revizuit memoriile lui Garret FitzGerald în 1991, Jenkins a proclamat: „Prejudecățile mele naturale, cum ar fi ele, sunt mult mai verzi decât portocalii. Sunt un sindicalist sărac, crezând intuitiv că până și Paisley și Haughey se descurcă mai bine decât Engleza este cu oricare ". [129]
Legea privind discriminarea sexuală din 1975 (care a legiferat pentru egalitatea de gen și a înființat Comisia pentru egalitate de șanse) și Legea relațiilor rasiale din 1976 (care a extins cluburilor private interdicția discriminării rasiale și a înființat Comisia pentru egalitatea rasială) au fost două realizări notabile în timpul său a doua oară ca ministru de interne. [130]
Jenkins s-a opus încercărilor lui Michael Foot de a acorda pichetilor dreptul de a opri camioanele în timpul grevelor și a fost consternat de decizia lui Anthony Crosland de a acorda o amnistie celor 11 consilieri muncitori de la Clay Cross, care au fost taxați pentru refuzul majorării chiriilor consiliului în conformitate cu conservatorii. „Legea privind finanțarea locuințelor din 1972. [131] După ce doi sindicaliști, Ricky Tomlinson și Des Warren (cunoscuți sub numele de „Shrewsbury Two”), au fost închiși pentru intimidare și s-au supus rolului lor într-o grevă, Jenkins a refuzat să accepte cererile mișcării muncitorești pentru eliberarea lor. Acest lucru a demonstrat înstrăinarea crescândă a lui Jenkins față de o mare parte din mișcarea muncitorească și pentru o vreme a fost agitat în public de oamenii care scandau „Eliberează-i pe cei doi”. [132] De asemenea, Jenkins a încercat fără succes să convingă Cabinetul să adopte reforma electorală sub forma reprezentării proporționale și să liberalizeze Legea secretelor oficiale din 1911 pentru a facilita o guvernare mai deschisă. [133]
Deși devine din ce în ce mai deziluzionat în această perioadă de ceea ce el considera deriva partidului spre stânga, el a fost liderul laborist în referendumul CEE din iunie 1975 (și a fost și președinte al campaniei „Da”). În septembrie 1974, îl urmărise pe Shirley Williams afirmând că „nu putea rămâne într-un cabinet care trebuia să efectueze retragerea” din CEE. [134] În timpul campaniei referendumului, Tony Benn a susținut că s-au pierdut 500.000 de locuri de muncă din cauza calității de membru al Marii Britanii; Jenkins a răspuns la 27 mai că „îmi este din ce în ce mai greu să-l iau în serios pe domnul Benn ca ministru al economiei”. [135] El a adăugat că Marea Britanie din afara CEE va intra „într-o casă de bătrâni pentru națiunile care se estompează. ... Nici măcar nu cred că ar fi o casă de bătrâni confortabilă sau plăcută. Nu-mi place mult aspectul unor potențiali gardieni ". [136] Cei doi bărbați au dezbătut împreună apartenența Marii Britanii la Panorama, care a fost prezidată de David Dimbleby. [137] Potrivit lui David Butler și Uwe Kitzinger, „au atins un nivel de discuție decisiv mai lucid și mai complicat decât se vede în mod obișnuit la televiziunea politică”. [138] Jenkins a considerat că este agreabil să lucreze cu centristii tuturor partidelor în campanie și campania „Da” câștigată de doi la unu. [139]
După referendum, Wilson a retrogradat-o pe Benn în funcția de secretar al energiei și a încercat să echilibreze retrogradarea lui Benn cu demiterea ministrului de dreapta Reg Prentice de la Departamentul Educație, în ciuda promisiunii deja pe Jenkins că nu intenționează să demită Prentice. Jenkins a amenințat că va demisiona dacă Prentice va fi destituit, spunându-i lui Wilson că este „un om mic și sârguincios care folosea mici argumente mizerabile pentru a explica de ce se comportă atât de mult sub nivelul evenimentelor”. [140] Wilson a dat înapoi repede. [141] În septembrie, Jenkins a ținut un discurs în circumscripția Newham a lui Prentice pentru a-și demonstra solidaritatea cu el, după ce a fost amenințat cu deselectarea de către stânga din partidul de circumscripție. Jenkins a fost deranjat atât de manifestanții de extremă stânga, cât și de extrema dreaptă și a fost lovit în piept de o bombă de făină aruncată de un membru al Frontului Național. [142] Jenkins a avertizat că, dacă Prentice a fost deselectat „nu doar partidul local își subminează propriile fundamente ignorând credințele și sentimentele oamenilor obișnuiți, întregul Partid Laburist legitim, atât de stânga cât și de dreapta, este invalidat dacă extremistii își fac drum ". El a adăugat că, dacă "toleranța este spulberată, vor urma consecințe formidabile. Deputații muncitori vor trebui fie să devină creaturi de lașitate, ascunzându-și opiniile, tăindu-și pânzele, acceptând ordinele, liniștindu-și conștiința, sau toți vor trebui să fie bărbați departe de stânga celor ale căror voturi le caută. Oricare ar face o batjocură a democrației parlamentare ". [143]
În ianuarie 1976 s-a distanțat în continuare de stânga cu un discurs în Anglesey, unde a respins cheltuielile publice din ce în ce mai mari: „Nu cred că puteți împinge cheltuielile publice în mod semnificativ peste 60% [din PNB] și să mențineți valorile unui societate plurală cu libertate de alegere adecvată. Suntem aici aproape de una dintre frontierele social-democrației ". [144] Un fost susținător, Roy Hattersley, s-a distanțat de Jenkins după acest discurs.
În mai 1976, el a spus conferinței Federației de Poliție să „fie pregătiți mai întâi să analizeze dovezile și să recunoască cât de puțin folosirea pe scară largă a închisorii ne reduce criminalitatea sau se ocupă în mod eficient cu multe dintre persoanele în cauză”. El a răspuns, de asemenea, la propunerile Federației în materie de ordine și ordine: „Vă respect dreptul de a le pune la dispoziția mea. Voi respectați, fără îndoială, dreptul meu de a vă spune că nu cred că toate punctele din sumă reprezintă o bază pentru un politica penală ".
Când Wilson a demisionat brusc din funcția de prim-ministru în martie 1976, Jenkins era unul dintre cei șase candidați la conducerea Partidului Laburist, dar a ocupat locul al treilea în primul scrutin, în spatele lui Callaghan și Michael Foot. Dându-și seama că votul său a fost mai mic decât se aștepta și simțind că partidul parlamentar nu avea chef să-și treacă cu vederea acțiunile cu cinci ani înainte, s-a retras imediat din concurs. [3] Cu privire la chestiuni precum CEE, reforma sindicală și politica economică, el a proclamat puncte de vedere opuse celor deținute de majoritatea activiștilor Partidului Laburist, iar opiniile sale libertare sociale erau în contradicție cu majoritatea alegătorilor laburisti. [148] O poveste faimoasă susținea că, atunci când unul dintre susținătorii lui Jenkins a invadat un grup de parlamentari ai minerilor în sala de ceai a Comunelor, i s-a spus: „Nu, băiete, suntem toți labori aici”.
Jenkins dorise să devină secretar de externe, [150] dar Foot l-a avertizat pe Callaghan că partidul nu-l va accepta pe Jenkins pro-european ca secretar de externe. În schimb, Callaghan i-a oferit lui Jenkins Trezoreria peste șase luni (când ar putea fi mutat Denis Healey la biroul de externe). Jenkins a refuzat oferta. [151] Jenkins a acceptat apoi o numire în funcția de președinte al Comisiei Europene (în locul lui François-Xavier Ortoli) după ce Callaghan l-a numit pe Anthony Crosland la biroul de externe.

## Președinte al Comisiei Europene (1977-1981)
Jenkins (stânga) în calitate de președinte al Comisiei Europene alături de regina Juliana a Olandei în 1977
Într-un interviu acordat The Times în ianuarie 1977, Jenkins a spus că: „Dorința mea este de a construi o Europă unită eficientă ... Vreau să merg spre o Europă organizată mai eficient din punct de vedere politic și economic și, în ceea ce mă privește, vreau a merge mai repede, nu mai încet ". [153] Principala dezvoltare supravegheată de Comisia Jenkins a fost dezvoltarea Uniunii Economice și Monetare a Uniunii Europene din 1977, care a început în 1979 ca Sistem Monetar European, un precursor al monedei unice sau al euro. [154] Biograful său îl numește pe Jenkins „nașul euro” și susține că, printre succesorii săi, numai Jacques Delors a avut un impact mai mare. [155]
În discursul din Florența din octombrie 1977, Jenkins a susținut că uniunea monetară ar facilita „o raționalizare mai eficientă și mai dezvoltată a industriei și a comerțului decât este posibilă numai în cadrul unei uniuni vamale”. El a adăugat că „o nouă monedă internațională majoră” va forma „un pilon comun și alternativ al sistemului monetar mondial” care ar duce la o mai mare stabilitate internațională. Uniunea monetară ar combate, de asemenea, inflația, controlând masa monetară. Jenkins a recunoscut că acest lucru ar implica diminuarea suveranității naționale, dar a subliniat că „guvernele care nu se disciplinează deja acceptă supravegherea foarte ascuțită” de la FMI. Uniunea monetară ar promova, de asemenea, ocuparea forței de muncă și ar diminua diferențele regionale. Jenkins a încheiat discursul citând afirmația lui Jean Monnet că politica era „nu numai arta posibilului, ci ... arta de a face posibil mâine ceea ce poate părea imposibil astăzi”. [156]
Președintele Jenkins a fost primul președinte care a participat la un summit G8 în numele Comunității. [157] A primit o diplomă onorifică (doctor în drept) de la Universitatea din Bath în 1978. [158]
În octombrie 1978, Tribune a raportat (în mod fals) că Jenkins și soția sa nu și-au plătit abonamentul la Partidul Laburist de câțiva ani. După ce acest lucru a fost repetat în presa națională, Jenkins a redactat scrisoarea soției sale către The Times, care a respins acuzația. [159] [160] Jenkins a acuzat povestea unui „Trot rău intenționat în Partidul Muncitoresc din North Kensington”. [159] Jenkins era dezamăgit de Partidul Laburist și era aproape sigur că nu va mai putea candida din nou ca candidat Laburist; în ianuarie 1979, i-a spus lui Shirley Williams că „marea greșeală pe care am făcut-o a fost să nu mergem să-l sprijinim pe Dick Taverne în 1973; totul s-a înrăutățit de atunci”. [161]
El nu a votat la alegerile din 1979. [162] După ce conservatorii au câștigat alegerile, Margaret Thatcher a avut în vedere numirea lui Jenkins cancelar al trezoreriei pe baza succesului său în reducerea cheltuielilor publice atunci când era cancelar. Cu toate acestea, prietenul său Woodrow Wyatt a susținut că Jenkins „avea să prăjească alte pești proaspeți”. [163] [164] [165]
Directorul general al BBC, Ian Trethowan, l-a invitat pe Jenkins să țină prelegerea Richard Dimbleby pentru 1979, pe care a făcut-o la 22 noiembrie. [166] Titlul pe care Jenkins l-a dat prelegerii sale, „Home Thoughts from Abroad”, derivat dintr-un poem al lui Robert Browning. L-a livrat în Royal Society of Arts și a fost transmis în direct la televizor. [167] Jenkins a analizat declinul sistemului cu două partide începând cu 1951 și a criticat partidismul excesiv al politicii britanice, despre care a afirmat că a înstrăinat cea mai mare parte a alegătorilor, care erau mai centristi. [168] El a susținut reprezentarea proporțională și acceptarea „liniei largi de diviziune între sectoarele public și privat”, o cale de mijloc între thatcherism și benism. [169] Jenkins a spus că sectorul privat ar trebui să fie încurajat fără prea multe interferențe pentru a crea cât mai multă bogăție ", dar să folosească bogăția astfel creată atât pentru a oferi profit pentru întreprindere, cât și pentru a răspândi beneficiile în întreaga societate într-un mod care să evite desfigurările sărăciei , acordă o prioritate deplină educației publice și serviciilor de sănătate și încurajează cooperarea și nu conflictele în industrie și în întreaga societate ". [170] Apoi, el și-a reiterat angajamentul de lungă durată față de libertarianism:
De asemenea, vă asigurați că statul își cunoaște locul ... în raport cu cetățeanul. Sunteți în favoarea dreptului de disidență și a libertății de conduită privată. Sunteți împotriva centralizării și birocrației inutile. Vrei să transmiți procesul decizional oriunde poți în mod sensibil. ... Vreți ca națiunea să fie încrezătoare în sine și orientată spre exterior, mai degrabă decât insulară, xenofobă și suspicioasă. Vrei ca sistemul de clasă să se estompeze fără a fi înlocuit nici de un proletarianism agresiv și intolerant, nici de dominarea valorilor nebunești și egoiste ale unei societăți „îmbogățește-te rapid”. ... Acestea sunt câteva dintre obiectivele care cred că ar putea fi ajutate de o consolidare a centrului radical. [171]
Ascultătorul a retipărit textul împreună cu evaluările lui Enoch Powell, Paul Johnson, Jack Jones, J. A. G. Griffith, Bernard Crick, Neil Kinnock și Jo Grimond. Toți au fost critici; Kinnock l-a crezut înșelat, deoarece Marea Britanie suferise deja de guvernarea centristă timp de treizeci de ani, iar Grimond s-a plâns că apelul lui Jenkins a venit cu 20 de ani prea târziu. [172]
Anul trecut al lui Jenkins ca președinte al Comisiei a fost dominat de lupta lui Margaret Thatcher pentru o reducere a contribuției Marii Britanii la bugetul CEE. [173] El a crezut că cearta nu este inutilă și a regretat că a acrit relația Marii Britanii cu Comunitatea de ani de zile. [174] În noiembrie 1980, Jenkins a susținut conferința memorială Winston Churchill la Luxemburg, unde a propus o soluție la problema bugetară britanică. Proporția bugetului comunitar cheltuit pentru agricultură ar trebui redusă prin extinderea cheltuielilor comunitare în noi zone în care Marea Britanie ar beneficia mai mult, cum ar fi cheltuielile regionale. Dimensiunea bugetului Comunității ar fi, în schema sa, triplată prin transferul de la statele naționale la Comunitate competența în materie de politică socială și industrială. [175]

## Partidul Social Democrat (1981–1987)
După Prelegerea Dimbleby, Jenkins a favorizat din ce în ce mai mult formarea unui nou partid social-democrat. [176] El a difuzat în mod public aceste opinii într-un discurs adresat Parlamentului Press Gallery în iunie 1980, unde și-a repetat criticile față de sistemul cu două partide și a atacat mișcarea laboristă spre stânga. La conferința de la Wembley de luna precedentă, laboristul a adoptat un program care includea necooperarea cu CEE și o politică de apărare „aproape neutralistă și unilateralistă” care, va susține Jenkins, ar face lipsită de sens calitatea de membru al Marii Britanii la NATO. [177] Jenkins susținea că propunerile muncitorilor pentru naționalizare suplimentară și politicile întreprinderilor antiprivate erau mai extreme decât în orice altă țară democratică și nu era „prin orice întindere a imaginației un program social-democratic”.
El a adăugat că un nou partid ar putea remodela politica și ar putea duce la „renașterea rapidă a Britaniei liberale social-democratice”.
Conferința Partidului Laburist de la Blackpool din septembrie 1980 a adoptat o politică de apărare unilateralistă, retragerea din CEE și naționalizarea ulterioară, împreună cu cererile lui Tony Benn pentru reselectarea obligatorie a deputaților și a unui colegiu electoral pentru alegerea liderului partidului. [178] În noiembrie, deputații laburiști l-au ales pe extremistul stâng Michael Foot peste dreapta Denis Healey [179], iar în ianuarie 1981, conferința laboristă de la Wembley a decis că colegiul electoral care va alege liderul va acorda sindicatelor 40% din voturi, cu parlamentarii și partidele de circumscripție fiecare câte 30%. [180] Jenkins s-a alăturat apoi lui David Owen, Bill Rodgers și Shirley Williams (cunoscut sub numele de „Gang of Four”) în emiterea Declarației Limehouse. Aceasta a cerut „realinierea politicii britanice”. [180] Apoi au format Partidul Social Democrat (SDP) la 26 martie. [181]
Jenkins a susținut o serie de discursuri care au prezentat alternativa SDP față de thatcherism și benism și a susținut că soluția la problemele economice ale Marii Britanii constă în veniturile din petrolul din Marea Nordului, care ar trebui să fie investite în servicii publice. [182] El a încercat să intre din nou în Parlament la alegerile parțiale din Warrington în iulie 1981 și a militat pentru un program în șase puncte pe care l-a propus ca alternativă keynesiană la thatcherism și „economia de asediu” a laboristului, dar laboristii și-au păstrat locul cu o mică majoritate . [183] Deși a fost o înfrângere, alegerile parțiale au demonstrat că SDP era o forță serioasă. Jenkins a spus după numărare că a fost prima alegere parlamentară pe care a pierdut-o de mulți ani, dar a fost „de departe cea mai mare victorie la care am participat vreodată”. [184]
La prima conferință anuală a SDP din octombrie 1981, Jenkins a cerut „încetarea războiului inutil de frontieră între sectoarele public și privat” și a propus un „impozit pe inflație” asupra creșterilor salariale excesive care ar restricționa salariile și prețurile în spirală. După ce a realizat acest lucru, un guvern SDP ar putea începe o expansiune economică pentru a reduce șomajul. [185]
În martie 1982, a luptat împotriva alegerilor secundare din Glasgow Hillhead, în ceea ce anterior fusese un loc conservator. Sondajele de la începutul campaniei l-au plasat pe Jenkins pe locul al treilea, dar după o serie de zece întâlniri publice bine participate la care Jenkins s-a adresat, valul a început să se transforme în favoarea lui Jenkins și a fost ales cu o majoritate de puțin peste 2000 de 19%. [186] În seara de după victoria sa la Hillhead Jenkins a spus la o cină de sărbătoare a 200 de membri ai partidului, organizată la Hotelul North British din Edinburgh „că SDP a avut o mare oportunitate de a deveni partidul majoritar”. [187] Prima intervenție a lui Jenkins în Camera Comunelor în urma alegerilor sale, din 31 martie, a fost văzută ca o dezamăgire. [188] Deputatul conservator Alan Clark a scris în jurnalul său:
Jenkins, cu gravitații excesive și aproape insuportabile, a adresat trei întrebări politice nepartidice politice ale omului de stat. Presupun că este foarte formidabil, dar era atât de presimțitor și de lung, încât a început să-și piardă simpatia Casei cam la jumătatea drumului, iar cazarmarea a fost reluată. Doamna a răspuns destul de strălucitoare și proaspătă, de parcă nu ar fi știut în mod deosebit cine este sau care îi pasă. [189]
În timp ce mai devreme în carieră, Jenkins excelase în dezbaterile tradiționale în care a vorbit din caseta de expediere, focalizarea raportărilor parlamentare s-a mutat acum la punctarea punctelor Întrebărilor prim-ministrului, cu care s-a luptat. Așezat în locul tradițional pentru terți în Comun (al doilea sau al treilea rând sub pasarelă), și fără o cutie de expediere și gravitații pe care i-ar fi putut conferi, Jenkins era situat lângă (și împărțea același microfon cu) echipă "care îi includea pe Dennis Skinner și Bob Cryer, care în mod regulat heckled abuz (" Roy, muștele tale sunt anulate "). [188]
La șapte zile după victoria electorală parțială a lui Jenkins, Argentina a invadat Falklandele și ulterior Războiul Falklandelor a transformat politica britanică, a sporit substanțial sprijinul publicului pentru conservatori și a pus capăt oricărei șanse ca alegerile lui Jenkins să revigoreze sprijinul SDP. [190] La alegerile pentru conducerea SDP, Jenkins a fost ales cu 56,44 din voturi, iar David Owen a ocupat locul al doilea. [191] În timpul campaniei electorale din 1983, poziția sa de prim-ministru desemnat pentru SDP-Alianța Liberală a fost pusă la îndoială de colegii săi apropiați, întrucât stilul său de campanie era acum considerat ineficient; Liderul liberal David Steel a fost considerat a avea un raport mai mare cu electoratul. [192] Jenkins s-a menținut la locul său din Hillhead, care a făcut obiectul unor schimbări de graniță. În timp ce pe vechile granițe conservatorii deținuseră scaunul înainte de victoria lui Jenkins, BBC și ITN au estimat că, pe noile granițe, laboristii ar fi cucerit scaunul cu o majoritate de puțin peste 2.000 de voturi în 1979. [193] Jenkins a fost contestat Neil Carmichael, deputatul laburist din circumscripția Glasgow Kelvingrove care a fost desființată și coleg ministerial al lui Jenkins în guvernele Wilson. Jenkins l-a învins pe Carmichael cu 1.164 de voturi pentru a-și păstra locul în Camera Comunelor. [194] Potrivit The Glasgow Herald, susținătorii muncii la numărul alegerilor din sala Kelvin au huiduit și batjocorit când a fost anunțată victoria lui Jenkins, iar el și soția sa au fost „consternați, când poliția a respins mulțimile care împingeau” [195].
După alegerile generale, Owen l-a succedat fără opoziție. [196] Jenkins a fost dezamăgit de mișcarea lui Owen spre dreapta și de acceptarea și susținerea unor politici ale lui Thatcher. În fond, Jenkins a rămas un keynesian nepocăit. [197] În prelegerea din iulie 1984, Tawney, Jenkins a spus că „întregul spirit și perspectiva” SDP „trebuie să fie profund opuse thatcherismului. Nu ar putea merge împreună cu fatalismul acceptării de către guvern a șomajului masiv”. [198] El a susținut, de asemenea, o serie de discursuri în Commons, atacând politicile thatcherite ale cancelarului, Nigel Lawson. Jenkins a cerut mai multă intervenție guvernamentală pentru a sprijini industria și ca veniturile din petrolul din Marea Nordului să fie canalizate într-un program major de reconstrucție a infrastructurii Marii Britanii și în educarea unei forțe de muncă calificate. [199] De asemenea, el a atacat guvernul Thatcher pentru că nu a aderat la Mecanismul european al cursului de schimb. [200]
În 1985 a scris The Times pentru a susține închiderea rolului de supraveghere politică al MI5. [201] În timpul controversei din jurul Spycatcher-ului lui Peter Wright, în care susținea că Harold Wilson fusese un spion sovietic, Jenkins a refuzat acuzația și și-a reiterat apelul pentru încetarea puterilor de supraviețuire politică ale MI5. [202]
În 1986 a câștigat premiul The Spectator's Parliamentarian of the Year. [203] El a continuat să ocupe funcția de membru al Parlamentului SDP pentru Glasgow Hillhead până la înfrângerea sa la alegerile generale din 1987 de către candidatul laburist George Galloway, după ce modificările de frontieră din 1983 au schimbat caracterul circumscripției electorale. [204] După ce a fost anunțată înfrângerea sa, The Glasgow Herald a raportat că a indicat că nu va mai candida pentru parlament în viitor.
În 1986 a apărut biografia lui Harry S. Truman și anul următor a fost publicată biografia lui Stanley Baldwin. 

## Titluri, realizări, cărți și moarte (1987-2003)
Jenkins s-a îmbrăcat în calitate de cancelar al Universității Oxford
Din 1987, Jenkins a rămas în politică ca membru al Camerei Lorzilor ca peer pe viață cu titlul de baron Jenkins din Hillhead, din Pontypool din județul Gwent. [207] Tot în 1987, Jenkins a fost ales cancelar al Universității din Oxford. [208] El a fost liderul democraților liberali din Lords din 1988 până în 1997.
În 1988 a luptat și a câștigat un amendament la Legea privind reforma educației din 1988, garantând libertatea de exprimare academică în instituțiile de învățământ superior și superior. Acest lucru conferă și protejează dreptul studenților și academicienilor de a „pune la îndoială și testa înțelepciunea primită” și a fost încorporat în statutele sau articolele și instrumentele de guvernanță ale tuturor universităților și colegiilor din Marea Britanie.
În 1991, memoriile sale, A Life at the Center, au fost publicate de Macmillan, care a plătit lui Jenkins un avans de 130.000 de lire sterline. [211] El a fost magnanim pentru majoritatea colegilor cu care se ciocnise în trecut, cu excepția lui David Owen, pe care l-a învinuit pentru distrugerea idealismului și coeziunii SDP. [212] În ultimul capitol („Establishment Whig sau Persistent Radical?”), El și-a reafirmat radicalismul, plasându-se „oarecum în stânga lui James Callaghan, poate a lui Denis Healey și cu siguranță a lui David Owen”. [213] El și-a proclamat și credo-ul său politic:
Poziția mea largă rămâne ferm libertariană, sceptică față de acoperirile oficiale și internaționalism fără compromisuri, considerând că suveranitatea este o iluzie aproape totală în lumea modernă, deși atât așteptă, cât și salută continuarea unor puternice diferențe în tradițiile și comportamentul național. Nu mă încred în îndumnezeirea culturii întreprinderii. Cred că există mai multe limitări ale înțelepciunii pieței decât au fost visate în filozofia doamnei Thatcher. Cred că nivelurile de impozitare asupra celor prosperi, care au fost prea mari de mulți ani (inclusiv perioada proprie la Trezorerie), sunt acum prea scăzute pentru furnizarea de servicii publice decente. Și cred că privatizarea monopolurilor apropiate este la fel de irelevantă (și uneori mai proastă decât) au fost propunerile Partidului Laburist pentru naționalizarea ulterioară în anii 1970 și începutul anilor 1980.
O viață la centru a fost, în general, revizuită în mod favorabil: în Times Literary Supplement, John Grigg a spus că este o „relatare minunată a politicii înalte de către un participant care scrie cu onestitate, ironie și vervă narativă susținută”. În The Spectator, Anthony Quinton a remarcat faptul că lui Jenkins „nu i-a fost frică să se laude pe sine și își câștigă dreptul de a face acest lucru prin autocritică neclară”. [214] Cu toate acestea, au existat voci critice: John Smith din The Scotsman a acuzat că Jenkins nu a avut niciodată loialitate față de Partidul Laburist și că a fost un ambițios carierist intenționat doar să-și continue cariera. [214] John Campbell susține că A Life at the Center este acum în general recunoscută drept una dintre cele mai bune memorii politice. [214] David Cannadine l-a clasat alături de Old Men Forget de la Duff Cooper, The Art of the Possible de R. A. Butler și The Time of My Life de Denis Healey drept una dintre cele mai bune patru memorii politice din perioada postbelică.
În 1993, a fost numit în Ordinul Meritului. [216] Tot în acel an a fost publicat Portretele și miniaturile sale. Corpul principal al cărții este un set de 6 eseuri biografice (Rab Butler, Aneurin Bevan, Iain Macleod, Dean Acheson, Konrad Adenauer, Charles de Gaulle), împreună cu prelegeri, articole și recenzii de carte.
Mormântul lui Jenkins în cimitirul Cat Street, East Hendred, Oxfordshire
Un documentar de televiziune despre Jenkins a fost realizat de Michael Cockerell, intitulat Roy Jenkins: A Very Social Democrat, și difuzat la 26 mai 1996. Deși un portret admirativ în ansamblu, Cockerell era sincer în legătură cu afacerile lui Jenkins și atât Jenkins, cât și soția sa credeau că Cockerell a avut le-a trădat ospitalitatea. [218]
Jenkins a salutat alegerea lui Tony Blair ca lider al Partidului Laburist în iulie 1994 drept „cea mai interesantă alegere a laboristilor de la alegerea lui Hugh Gaitskell”. El a susținut că Blair ar trebui să rămână „la o linie constructivă asupra Europei, în favoarea unei inovații constituționale sensibile ... și în favoarea relațiilor de prietenie cu liberalii democrați”. El a adăugat că speră că Blair nu va muta Labourul mai departe spre dreapta: "S-a făcut o muncă bună în eliberarea acestuia de naționalizare și de alte politici. Dar piața nu poate rezolva totul și ar fi păcat să îmbrățișăm dogmele învechite ale thatcherismului doar când limitările lor devin evidente ".
Jenkins și Blair fuseseră în contact încă de pe vremea acestuia din urmă ca secretar de interne umbra, când admira mandatul de reformă al lui Jenkins la Home Office. [220] Jenkins i-a spus lui Paddy Ashdown în octombrie 1995: „Cred că Tony mă tratează ca pe un fel de figură tată în politică. El vine la mine foarte mult pentru sfaturi, în special despre cum să construiască un guvern”. [221] Jenkins a încercat să-l convingă pe Blair că împărțirea votului de centru-stânga dintre partidele laburiste și liberale le-a permis conservatorilor să domine secolul XX, în timp ce dacă cele două partide de stânga au încheiat un pact electoral și au adoptat o reprezentare proporțională, ar putea domină secolul 21. [222] Jenkins a influențat gândirea New Labour și atât Peter Mandelson, cât și Roger Liddle în lucrarea lor din 1996 Revoluția Blair, iar Philip Gould în Revoluția Unfinished a recunoscut influența lui Jenkins.
Înainte de alegerile din 1997, Blair promisese o anchetă asupra reformei electorale. În decembrie 1997, Jenkins a fost numit președinte al unei comisii independente numite de guvern pentru sistemul de vot, care a devenit cunoscută sub numele de „Comisia Jenkins”, pentru a lua în considerare sistemele de vot alternative pentru Marea Britanie. [224] Comisia Jenkins a raportat în favoarea unui nou sistem proporțional britanic mixt numit „Alternative vot-up-up” sau „AMS limitat” în octombrie 1998, deși nu s-au întreprins acțiuni cu privire la această recomandare. [225] Blair i-a spus lui Ashdown că recomandările lui Jenkins nu vor trece de cabinet.
Aderarea britanică la moneda unică europeană, credea Jenkins, era testul suprem al calității de stat a lui Blair. [227] Cu toate acestea, el a fost dezamăgit de timiditatea lui Blair în privirea presei tabloide eurosceptice. El i-a spus lui Blair în octombrie 1997: "Trebuie să alegeți între a conduce Europa sau a-l avea pe Murdoch de partea voastră. Puteți avea unul, dar nu și amândoi". [228] Jenkins a criticat, de asemenea, autoritarismul New Labour, cum ar fi dărâmarea Freedom of Information Act 2000 și intenția lor de a interzice vânătoarea de vulpe. [229] Până la sfârșitul vieții sale, Jenkins credea că Blair își risipise enorma majoritate parlamentară și nu va fi consemnat în istorie ca un mare prim-ministru; l-a clasat între Harold Wilson și Stanley Baldwin. [230]
După ce Gordon Brown a atacat Universitatea Oxford pentru că s-a complăcut în prejudecăți legate de „vechea școală”, pentru că a respins o elevă educată de stat, Laura Spence, Jenkins a declarat la Camera Lorzilor în iunie 2000 că „diatriba lui Brown s-a născut din prejudecăți din ignoranță. Aproape fiecare faptul pe care l-a adus a fost fals ". Jenkins a votat pentru egalizarea vârstei de consimțământ homosexuale și pentru abrogarea secțiunii 28.
Jenkins a scris 19 cărți, inclusiv o biografie a lui Gladstone (1995), care a câștigat Premiul Whitbread din 1995 pentru biografie și o mult aclamată biografie a lui Winston Churchill (2001). Biograful său oficial desemnat pe atunci, Andrew Adonis, trebuia să termine biografia lui Churchill dacă Jenkins nu ar fi supraviețuit operației cardiace la care a fost supus spre sfârșitul scrierii sale. Istoricul popular Paul Johnson a numit-o cea mai bună biografie cu un singur volum pe această temă.
Jenkins a suferit o intervenție chirurgicală la inimă sub forma unei înlocuiri a valvei cardiace la 12 octombrie 2000 [233] și a amânat sărbătorile de 80 de ani în timp ce se vindeca, făcând o petrecere de sărbătoare pe 7 martie 2001. A murit la 5 ianuarie 2003, după ce a suferit un atac de cord acasă la East Hendred, în Oxfordshire. [234] Ultimele sale cuvinte, adresate soției sale, au fost: „Două ouă, te rog, ușor braconat”. [235] La momentul morții sale, Jenkins începea să lucreze la o biografie a președintelui SUA Franklin D. Roosevelt.
După moartea sa, Blair a adus un omagiu „unuia dintre cei mai remarcabili oameni care au primit vreodată grație politicii britanice”, care avea „intelect, viziune și o integritate care l-au văzut ținându-se ferm la credințele sale de social-democrație moderată, reformă liberală și cauza Europa de-a lungul vieții sale. A fost un prieten și un sprijin pentru mine ". James Callaghan și Edward Heath au adus un omagiu și Tony Benn a spus că „ca fondator al SDP, el a fost probabil bunicul New Labour”.Cu toate acestea, el a fost puternic criticat de alții, inclusiv Denis Healey, care a condamnat despărțirea SDP ca fiind un "dezastru" pentru Partidul Laburist, care și-a prelungit timpul în opoziție și le-a permis conservatorilor să aibă o durată de 18 ani de guvernare neîntreruptă.

Profesorul de guvern la Universitatea Oxford, Vernon Bogdanor, a oferit o evaluare în The Guardian:
Roy Jenkins era atât radical, cât și contemporan; iar acest lucru l-a făcut cel mai influent exponent al crezului progresist în politică în Marea Britanie postbelică. Mai mult decât atât, crezul politic pentru care a stat aparține atât viitorului, cât și trecutului. Căci Jenkins a fost primul motor în crearea unei forme de social-democrație care, fiind internaționalistă, se potrivește în mod special epocii globalizării și, fiind liberal, se va dovedi a avea mai multă putere de stat decât statismul lui Lionel Jospin sau al socialismului corporativist. al lui Gerhard Schröder. ... Roy Jenkins a fost primul om politic care a apreciat că o social-democrație liberalizată trebuie să se bazeze pe două principii: ceea ce Peter Mandelson a numit o societate aspirațională (indivizilor trebuie să li se permită să își reglementeze viața personală fără interferențe din partea statului); și că o țară postimperială precum Marea Britanie ar putea avea influență în lume doar ca parte a unui grup mai larg (UE).
Alma mater sa, Universitatea Cardiff, a onorat memoria lui Roy Jenkins numind una dintre sălile sale de reședință Roy Jenkins Hall.

## Căsătoria și viața personală
La 20 ianuarie 1945, Jenkins s-a căsătorit cu Mary Jennifer (Jennifer) Morris (18 ianuarie 1921 - 2 februarie 2017). [241] Au fost căsătoriți timp de aproape 58 de ani până la moartea sa, deși a avut „mai multe afaceri” [242], inclusiv una cu sora lui Jackie Kennedy, Lee Radziwill. [243] Printre amantele sale de lungă durată s-au numărat Leslie Bonham Carter și Caroline Gilmour, soțiile colegilor parlamentari și prietenii apropiați Mark Bonham Carter și Ian Gilmour. Cu toate acestea, aceste relații extraconjugale erau condiționate ca iubiții săi să aibă o relație bună cu soția sa: el a declarat mai târziu că „nu-și putea imagina că iubește pe cineva care nu-i place foarte mult Jennifer”. [10]
Ea a fost numită DBE pentru servicii către clădirile antice și istorice. Au avut doi fii, Charles și Edward, și o fiică, Cynthia.
La începutul vieții sale, Jenkins a avut o relație cu Anthony Crosland. Potrivit liderului liberal-democrat Vince Cable, Jenkins era bisexual.